# Alexandre Persitz
Pour les articles homonymes, voir Persitz.
Alexandre Persitz est un architecte français né à Moscou en 1910 et mort à Paris en 1975. 
Il fait partie du mouvement moderne.

## Biographie
Né à Moscou, Alexandre Persitz, juif originaire de Russie, est bientôt chassé par l'arrivée au pouvoir des bolcheviks et se réfugie à Paris en 1919. Il devient élève de l'École technique supérieure de Berlin. Il se marie en 1941 avec Hélène (née le 4 août 1912 à Daugavpils, en Lettonie).

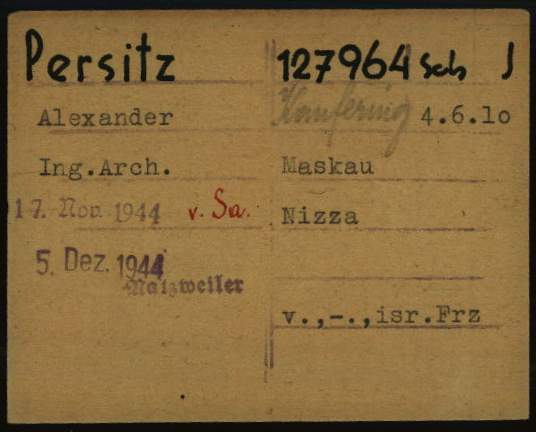
Carte d'enregistrement d'Alexandre Persitz en tant que prisonnier dans le camp de concentration de Dachau.

En 1933, il doit interrompre ses études d'architecture à Berlin et s'installe à Paris. Il obtient son diplôme et sort major de sa promotion à l'école spéciale d'architecture. Apatride, il effectue son service militaire en 1938 dans l'armée française à Rennes pour obtenir la nationalité française. Prisonnier de guerre sur le front belge en 1940, il est libéré sanitaire par la Croix-Rouge en 1941 et rejoint sa future épouse en zone libre à Nice. À la suite d'une dénonciation, il est arrêté par la Gestapo avec son épouse le 22 mars 1944. Envoyés à Drancy puis déportés à Auschwitz par le convoi no 71 du 13 avril 1944, il est évacué à Oranienburg-Sachsenhausen en octobre 1944, puis à Dachau. Évadé d'un convoi durant un bombardement allié, il est libéré par les Américains le 29 avril 1945.
À la Libération, il travaille avec Auguste Perret à la reconstruction du port du Havre. Après 1947, avec son partenaire architecte Arthur-Georges Héaume, il ouvre un cabinet d'architecture à Paris.
Associés de 1947 jusqu'à la mort de Persitz en 1975, ils réalisent une grande variété de programmes (édifices publics, église, synagogue, aéroport, etc.), notamment le mémorial du Martyr juif inconnu à Paris 4e (1956); ils se concentrent particulièrement sur des projets de logements sociaux (notamment pour l'Office central interprofessionnel du logement) et de promotion privée de résidences ou de bureaux (en particulier pour le cabinet John Arthur et Tiffen), en région parisienne.
Il est le rédacteur en chef de la revue L'Architecture d'aujourd'hui (1949-1965) et a écrit beaucoup d'articles sur l'architecture contemporaine.

## Œuvres architecturales
- Immeuble expérimental A47 (Calais) 1947 1er Prix du « concours pour l'édification de maisons nouvelles » lancé par le Ministère de la Reconstruction et de l'Urbanisme en mars 1947[4]
- Tombeau du martyr juif inconnu[5], avec Georges Goldberg (devenu le Mémorial de la Shoah) (Paris) 1956
- Collège Joseph-Bara (extension) (Palaiseau) 1957[6]
- Synagogue Don Isaac Abravanel (Paris) 1962 labellisée « Patrimoine du XXe siècle » le 24 novembre 2011[7]
- Chapelle Saint-Joseph des Épinettes[8] (Paris) 1964
- Le Méridien de Paris 1968[9]
- Résidence Bellerive (Puteaux) 1970
- Tour Diamant (Puteaux) 1970[10]
- Tour Émeraude (Puteaux) 1970[11]
- Pont Guillaume-le-Conquérant sur la Seine à Rouen (1970)
- Tour Nova (La Garenne-Colombes)[12]

## Publications
- L'Architecture d'aujourd'hui no 6, mai-juin 1946, Panorama des réalisations 1935-1945 de l'architecte.
- L'Architecture d'aujourd'hui no 9, novembre 1946 montrant l'avancement des projets de reconstruction en France.
- Ministère de la reconstruction et de l'urbanisme. Concours pour l'édification de maisons nouvelles, Arthur-Georges Héaume, 1948
- L'œuvre de Mies van der Rohe, en collaboration avec Danielle Valeixn 1958